# Dischistocalyx klainei
Dischistocalyx klainei là một loài thực vật có hoa trong họ Ô rô. Loài này được Benoist mô tả khoa học đầu tiên năm 1938 publ. 1939.